# Tirumalai Krishnamacharya
Sri Tirumalai Krishnamacharya (Chitradurga - Karnataka, India, 8 november 1888-1989) was een invloedrijke yogaleraar. Krishnamacharya werd meer dan 100 jaar oud.
Krishnamacharya is zoon van Sri Tirumalai Srinvasa Tattacharya, een in die tijd bekende leraar van de Veda's, en Shrimati Ranganayakamma en was de oudste van zes kinderen.
Krishnamacharya besteedde veel van zijn tijd in het reizen door India, met zijn studie van de zes darshana's of Indiase filosofieën: Vaisheshika, Nyaya, Samkhya, Yoga, Mimamsa en Vedanta. Enkele invloedrijke yogaleraren behoorden tot zijn studenten, onder wie B.K.S. Iyengar, Pattabhi Jois, Indra Devi en Krishnamacharya’s eigen zoon T.K.V. Desikachar. Hoewel zijn lessen, yoga over de gehele wereld heeft beïnvloed, heeft Krishnamacharya zelf India nooit verlaten.
Samen met Pattabhi Jois ontwikkelde hij de yogastijl ashtanga vinyasa yoga. Jois onderwijst deze stijl nog steeds op deze school, het Yoga Research Institute in Mysore.